# Fossa Eugeniana

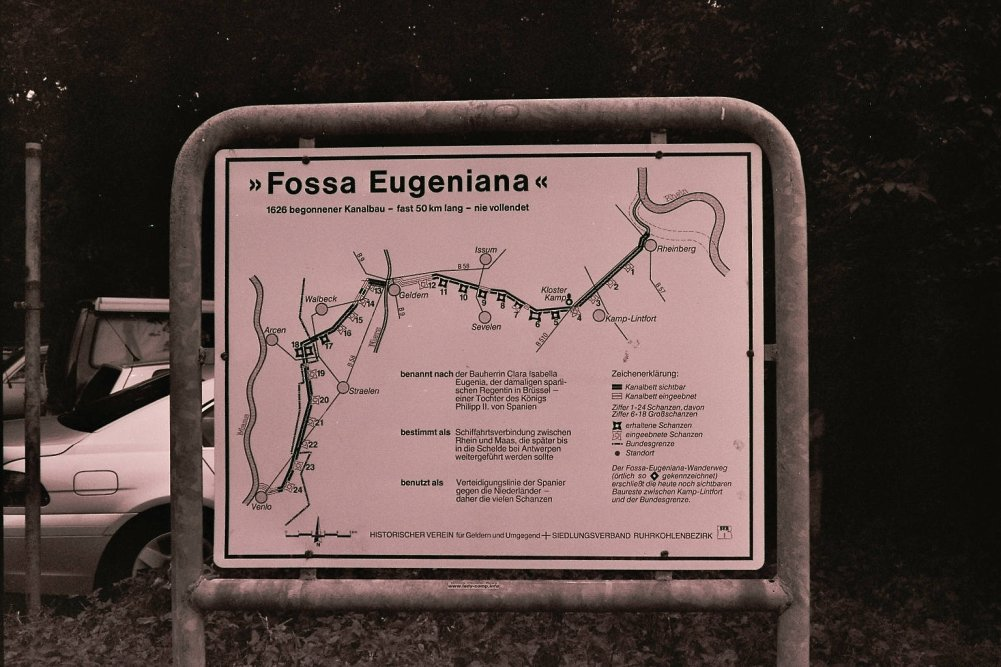
Verlauf der Fossa Eugeniana

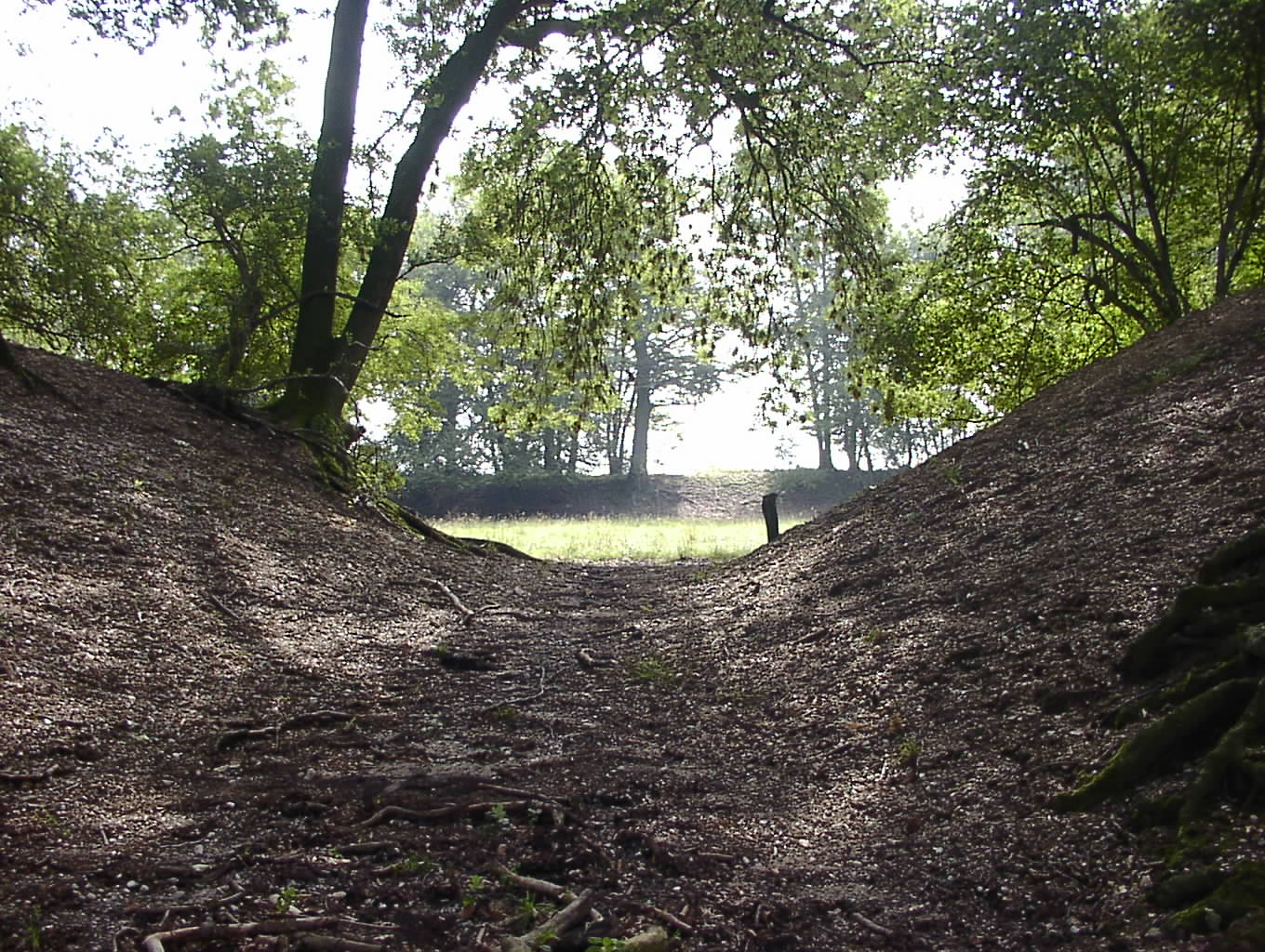
Eingangsansicht der Großschanze 6

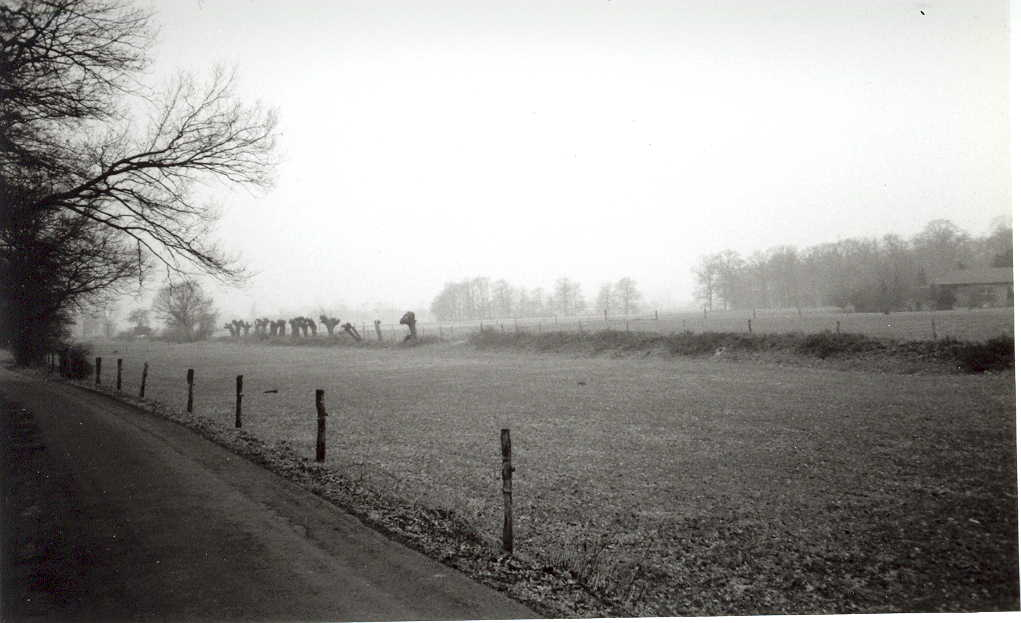
Ein Abschnitt der nicht fertiggestellten Fossa Eugeniana

Die Fossa Eugeniana ist ein unvollendeter Kanal zwischen Rhein und Maas. Der Bau wurde 1626 begonnen, die noch sichtbaren Reste werden vom Denkmalschutz erhalten. Seine Breite beträgt etwa 4,3 m (soweit noch feststellbar), seine Länge fast 50 km.

## Geschichte
Der Kanal war im Spanisch-Niederländischen Krieg dazu gedacht, die damals zu Spanien gehörigen, aber abtrünnigen niederländischen Provinzen vom gewinnbringenden Handel auf dem Rhein abzuschneiden. Es sollte kein weiteres Geld in deren Kriegskassen gebracht werden.
Es war in einer zweiten Stufe geplant, den Kanal bis zur Schelde auszubauen, so dass der Zugang vom Rhein zur Nordsee ohne die Benutzung des unteren Rheinabschnittes möglich geworden wäre. Es gab sogar Überlegungen, den gesamten Rhein in ein neues Bett zu verlegen, um die Häfen Amsterdam und Rotterdam in die Bedeutungslosigkeit fallen zu lassen.
Der Kanal war von Anfang an auch als Verteidigungswall der Spanier gegen die Niederländer gedacht, und so wurden in regelmäßigen Abständen 24 bastionierte Schanzen errichtet. Allerdings war der Schutz nicht ausreichend, und nach mehreren, teilweise erfolgreichen Überfällen der Niederländer wurde der fast vollständige Bau aufgegeben.

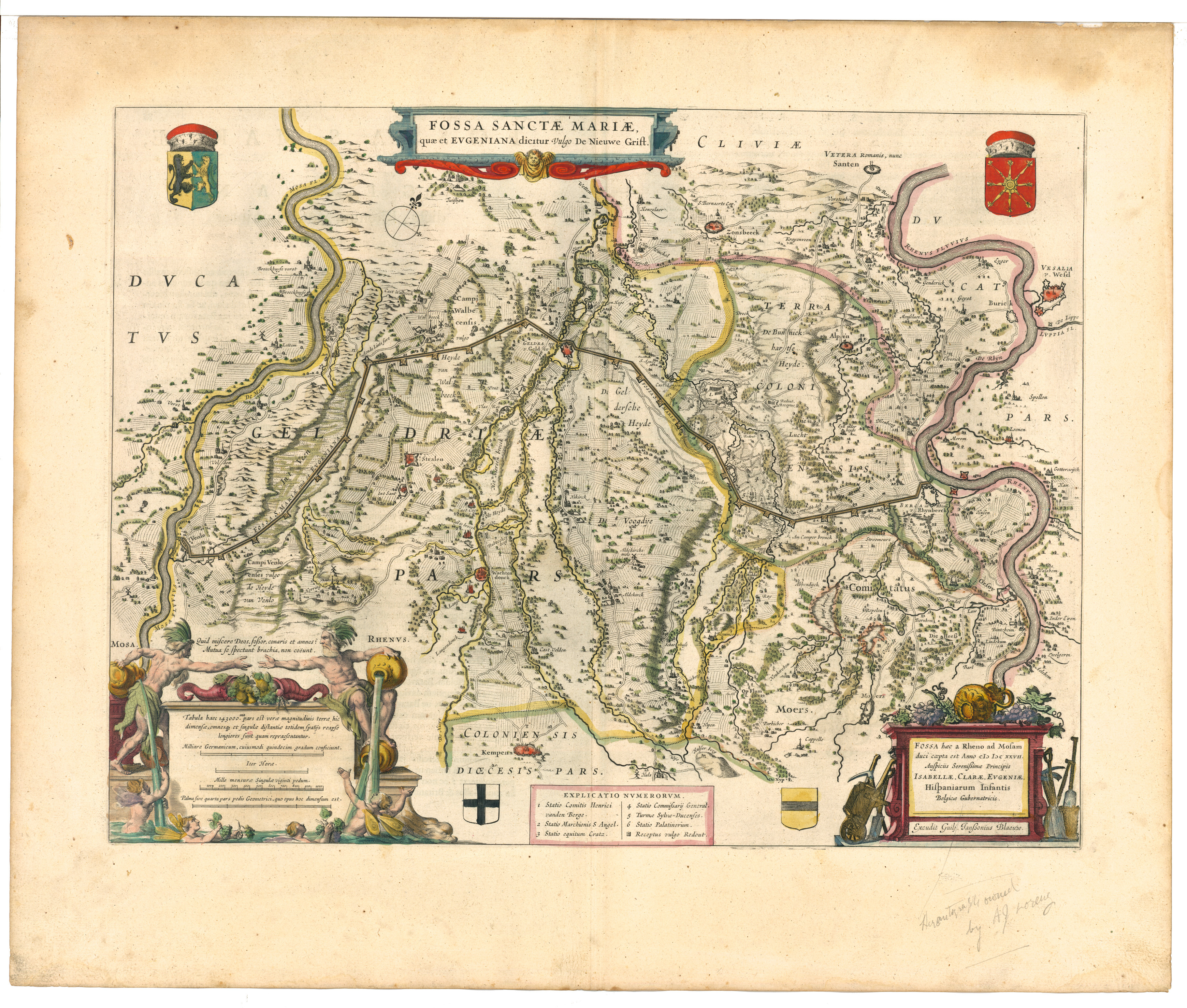
Karte von 1645

Geplant wurde der Kanal unter der damaligen spanischen Regentin in Brüssel, Isabella Clara Eugenia, Tochter Philipps II. von Spanien, nach der er auch benannt wurde. Die technische Leitung lag vermutlich in den Händen von Giovanni di Medici, ebenso beteiligt (evtl. zum militärischen Schutz?) war der Marquis Spinola.
Unter der Leitung des damaligen Statthalters des Oberquartiers Geldern, Heinrich von dem Bergh, wurde der Bau mit großem Eifer begonnen. Der erste Spatenstich erfolgte am 21. September 1626. Bald waren bis zu 8000 Arbeiter am Werke. Schon im November waren die Schanzen aufgeworfen und der Kanal von Rheinberg bis Geldern bereits so weit, dass er Wasser führte.
Am 17. Juni 1627 traf Isabella Clara Eugenia in Roermond ein, um von dort in den nächsten Tagen den Verlauf der Fossa Eugeniana von Venlo über Straelen nach Geldern zu besichtigen.
Während des Baus der zweiten Hälfte kamen Schwierigkeiten auf. Technische Probleme, die schon erwähnten Überfälle der niederländischen Truppen, und finanzielle Probleme der Spanischen Krone, zu denen unter anderem die Kaperung der Silberflotte 1628 beitrug, ließen das Projekt stocken. 1629 wurden die Arbeiten dann vorläufig eingestellt.
Spätestens durch die Einnahme von Venlo 1632 und Rheinberg 1633 durch die Niederländer unter Friedrich Heinrich entfiel schließlich auch der ursprüngliche Grund für den Bau der Fossa Eugeniana.

## Verlauf der Fossa Eugeniana

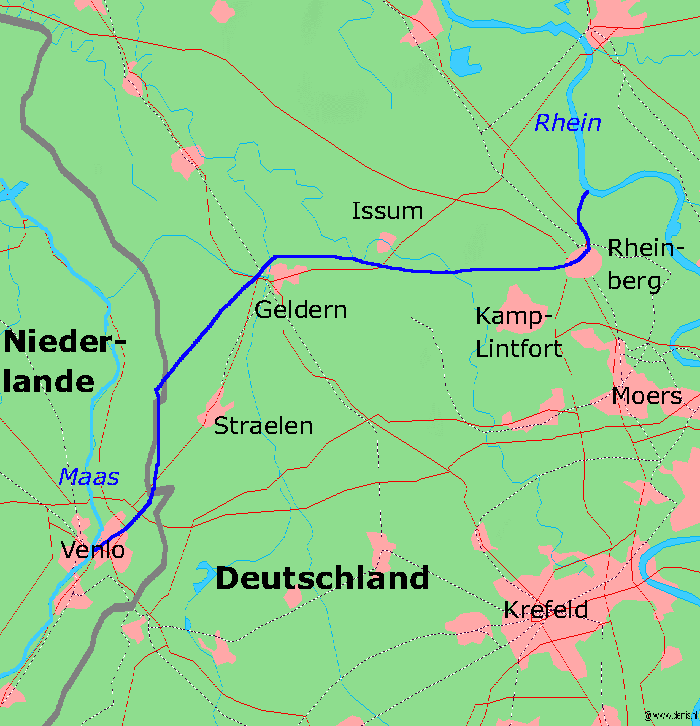
Der Verlauf der Fossa Eugeniana

Bei Rheinberg beginnt oder endet der Kanal im Rhein (⊙), von dort verläuft er nördlich von Kamp-Lintfort, am Kloster Kamp vorbei zwischen Sevelen und Issum Richtung Geldern. Dann führt er südlich an Walbeck vorbei (dort führt er noch Wasser und wird Grift genannt), wo der Kanalverlauf dann zwischen Arcen (Niederlande) und Straelen Richtung Süden abknickt. Er mündet bei Venlo als Rijnbeek (Rheinbach) in die Maas (⊙).
Weite Teile des Verlaufs der Fossa Eugeniana sind noch heute gut erkennbar. Von den Schanzen sind ebenfalls noch einige sichtbar, vor allem auf dem Abschnitt zwischen Geldern und Rheinberg. Damit stellt die Anlage ein bedeutendes Bodendenkmal zwischen Deutschland und den Niederlanden dar.
Entlang der Fossa Eugeniana wurde Ende der 1990er Jahre grenzüberschreitend ein etwa 60 km langer Weg für Wanderer, Radwanderer und Skater eingerichtet, der auch an anderen Sehenswürdigkeiten der Gegend entlangführt.